# Alasdair Strokosch
Alasdair Strokosch (Paisley, 21 de febrer de 1983) és un jugador de rugbi escocès. Actualment juga a la USAP de Perpinyà, de la Pro D2. Juga a la posició de flanker.

## Biografia
Strokosch va començar la seva carrera professional a l'Edinburgh Rugby. Abans d'això, el jugador escocès havia jugat als clubs amaters del Boroughmuir RFC i l'East Kilbride.
Posteriorment també va jugar al Gloucester Rugby, de l'Aviva Premiership, abans de fitxar per la USAP.
Strokosch ha jugat amb la selecció escocesa absoluta en diverses ocasions. El seu debut es va produir el 25 de novembre de 2006, en partit contra Austràlia. El flanker escocès també ha jugat amb la selecció de rugbi VII escocesa. Fou un dels jugadors escollits per participar amb Escòcia al Campionat del Món de 2015.
Strokosch és membre de l'Institut Escocès de l'Esport. Amb 12 anys va aconseguir el cinturó negre de Karate, i més tard va representar Escòcia en aquest esport als Campionats del Món i Europeu sots-21. His father is German and his mother Scottish.